# Micronissa
Micronissa là một chi bướm đêm thuộc họ Geometridae.